# إميلي فوكس (لاعبة كرة قدم)
إميلي آن فوكس (5 يوليو 1998) هي لاعبة كرة قدم أمريكية محترفة تلعب كمدافعة لفريق نورث كارولاينا كوريج الذي ينافس في الدوري الوطني لكرة القدم للسيدات والمنتخب الوطني للولايات المتحدة.

## مهنة الكلية
في عام 2017، بدأت أول ثلاث عشرة مباراة من موسمها الجديد مع تار هيلز قبل أن تصاب من تمزق في الرباط الصليبي الأمامي وتغيب عن بقية الموسم.

## مهنة النادي

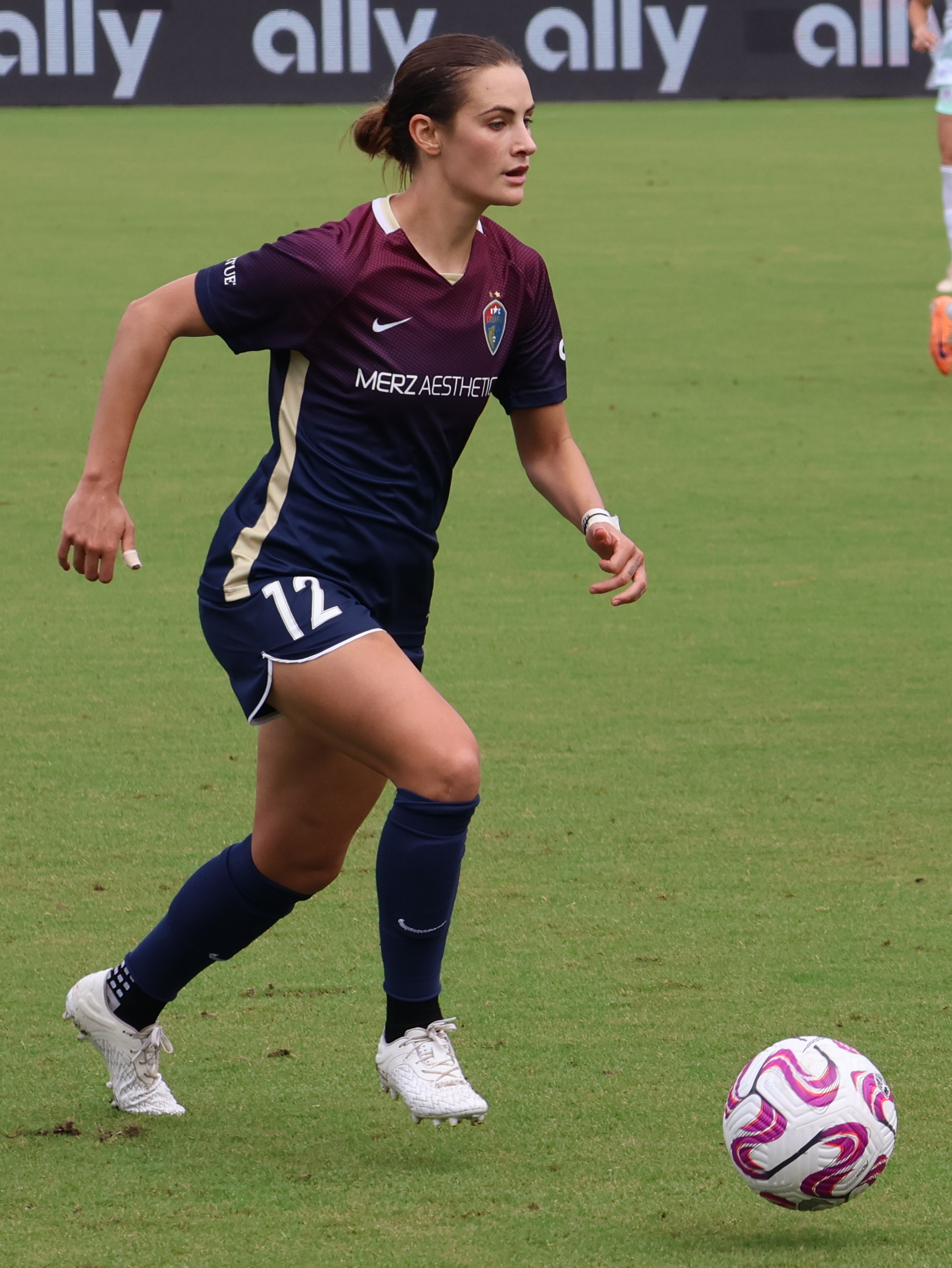
فوكس في نهائي كأس التحدي 2023

في يناير 2023، لعبت مع نورث كارولاينا كوريج.

## مهنة دولية

### المنتخب الوطني للشباب
في عام 2015، اختيرت في قائمة بطولة الكونكاكاف للسيدات تحت 20 سنة 2015. وسجلت هدفاً في المباراة الافتتاحية للبطولة، بالتعادل 2–2 أمام المكسيك. ظهرت في كل مباراة في البطولة، عندما فازت الولايات المتحدة ببطولة كونكاكاف للسيدات تحت 20 سنة للمرة الخامسة. وشاركت في تشكيلة كأس العالم للسيدات تحت 20 سنة 2016، وظهرت في جميع المباريات الست للولايات المتحدة، وانهت البطولة في المركز الرابع. لم تشارك فوكس في بطولة الكونكاكاف للسيدات تحت 20 سنة 2018 لأنها كانت لا تزال تتعافى من إصابتها في الرباط الصليبي الأمامي. ثم تعافت في الوقت المناسب ليتم إدراجها في القائمة كأس العالم للسيدات تحت 20 سنة 2018، وكانت واحدة من ثلاثة لاعبات عادن للمشاركة في كأس العالم تحت 20 سنة للمرة الثانية. ظهرت فوكس في مباراة واحدة في كأس العالم تحت 20 سنة 2018، عندما فشلت الولايات المتحدة في التأهل إلى مرحلة خروج المغلوب.

### المنتخب
تلقت فوكس استدعاءها الأول للمنتخب الوطني الأول في نوفمبر 2018 لمجموعة من المباريات الودية في أوروبا. ولعبت أول مباراة دولية لها في 8 نوفمبر 2018، ضد البرتغال. وكانت من ضمن التشكيلة الأساسية ضد اسكتلندا. في 21 يونيو 2023، اختيرت في قائمة منتخب الولايات المتحدة لكأس العالم للسيدات 2023 في أستراليا ونيوزيلندا.

## الإحصائيات المهنية

### دولي
آخر تحديث 5 ديسمبر 2023.
| الفريق الوطني    | سنة     | الظهور | الأهداف | تمريرات حاسمة |
| ---------------- | ------- | ------ | ------- | ------------- |
| الولايات المتحدة |         |        |         |               |
| 2018             | 2       | 0      | 0       |               |
| 2019             | 1       | 0      | 0       |               |
| 2020             | -       | -      | -       |               |
| 2021             | 5       | 0      | 0       |               |
| 2022             | 14      | 0      | 1       |               |
| 2023             | 17      | 1      | 1       |               |
| المجموع          | المجموع | 39     | 1       | 2             |

### الأهداف الدولية
| # | تاريخ      | موقع  | الخصم           | دقيقة | مساعدة / تمريرة | أهداف | نتيجة | مسابقة |
| - | ---------- | ----- | --------------- | ----- | --------------- | ----- | ----- | ------ |
| 1 | 2023-04-08 | أوستن | جمهورية أيرلندا | 37'   | آندي سوليفان    | 1–0   | 2–0   | ودية   |

## الإنجازات
الولايات المتحدة
- بطولة الكونكاكاف للسيدات: 2022.[14]
- كأس شيبيليفز: 2022،[15] 2023.[16]

فردي
- فريق الشهر: مايو 2021